# Z 10 Hans Lody
Le Z 10 Hans Lody est un destroyer de classe 1934A construit pour la Kriegsmarine au milieu des années 1930.

## Historique
Au tout début de la Seconde Guerre mondiale, le 1er septembre 1939, le navire est déployé en mer Baltique pour appuyer le blocus de la côte polonaise, mais il est rapidement transféré en mer du Nord pour y poser des champs de mines défensifs. À la fin de 1939, le navire mouille plusieurs champs de mines offensifs au large des côtes anglaises, provoquant le naufrage de neuf navires marchands et la paralysie d'un destroyer britannique.
Le Hans Lody était en réparation pendant la majeure partie de la campagne norvégienne, avant d'être transféré en France à la fin des années 1940 où il participe à plusieurs combats contre des navires britanniques, paralysant un autre destroyer. Le navire retourne en Allemagne à la fin de 1940 pour une remise en état et est transféré en Norvège en juin 1941 dans le cadre des préparatifs de l'opération Barbarossa. Au début de la campagne, le destroyer mène des patrouilles dans les eaux soviétiques qui se révélèrent généralement infructueuses. Il escorte ensuite un certain nombre de convois allemands dans l'Arctique plus tard dans l'année avant de retourner en Allemagne en septembre pour des réparations à la suite de problèmes de machines.
Le navire retourne en Norvège à la mi-1942, mais est gravement endommagé après un échouement accidentel en juillet. Reprenant le service qu'en avril 1943, le Hans Lody participe à l'attaque allemande sur l'île norvégienne du Spitzberg, au nord du cercle arctique. Durant les six prochains mois, il sert d'escorte de convois dans le sud de la Norvège. Le navire débute un long radoub en avril 1944 au cours duquel il n'est opérationnel que l'année suivante. Il passe le mois d'avril de 1945 à escorter des convois dans les eaux danoises avant de faire un aller-retour pour sauver des réfugiés en province de Prusse-Orientale en mai.
Après la guerre, le Hans Lody rejoint la Royal Navy et est utilisé comme navire-école puis comme baraquement avant d'être démoli en 1949.
Le navire est nommé d'après Carl Hans Lody.